# Equação de Prony
A equação empírica de Prony é uma equação históricamente importante empregada na hidráulica para calcular a perda de carga de um fluido devido ao atrito dentro de um cano ou tubo. Trata-se de uma equação empírica formulada no século XIX pelo francês Gaspard de Prony.
{\displaystyle h_{f}={\frac {L}{D}}(aV+bV^{2})}
Onde hf é a perda de carga devido ao atrito, L/D é a relação entre comprimento e o diâmetro do cano ou tubo, V é a velocidade do fluido pelo cano e a e b são dois fatores empíricos.
Na hidráulica moderna esta equação foi perdendo importância, sendo substituída pela equação de Darcy-Weisbach, que a utilizou como ponto de partida.